# Liste der Kulturdenkmale in Rabel
In der Liste der Kulturdenkmale in Rabel sind alle Kulturdenkmale der schleswig-holsteinischen Gemeinde Rabel (Kreis Schleswig-Flensburg) und ihrer Ortsteile aufgelistet (Stand: 31. März 2025).

## Legende
In den Spalten befinden sich folgende Informationen:
- Objekt-ID: die Nummer des Kulturdenkmales
- Lage: die Adresse des Kulturdenkmales und die geographischen Koordinaten. Kartenansicht, um Koordinaten zu setzen. In der Kartenansicht sind Kulturdenkmale ohne Koordinaten mit einem roten Marker dargestellt und können in der Karte gesetzt werden. Kulturdenkmale ohne Bild sind mit einem blauen Marker gekennzeichnet, Kulturdenkmale mit Bild mit einem grünen Marker.
- Offizielle Bezeichnung: Bezeichnung des Kulturdenkmales
- Beschreibung: die Beschreibung des Kulturdenkmales
- Bild: ein Bild des Kulturdenkmales

## Bauliche Anlagen
| Objekt-ID     | Lage                                      | Offizielle Bezeichnung           | Beschreibung | Bild            |
| ------------- | ----------------------------------------- | -------------------------------- | --- | --------------- |
| 331 Wikidata  | Buckhagen (54° 41′ 27″ N, 9° 58′ 1″ O)    | Gut Buckhagen: Feldscheune       | Alteintragung (Aktualisierung vorgesehen) - Begründung: Alteintragung (Aktualisierung vorgesehen) - Schutzumfang: Alteintragung (Aktualisierung vorgesehen) - Denkmaltyp: Bauliche Anlage | Fotos hochladen |
| 1373 Wikidata | (54° 41′ 27″ N, 9° 57′ 53″ O)             | Gut Buckhagen: Herrenhaus        | Alteintragung (Aktualisierung vorgesehen) - Begründung: Alteintragung (Aktualisierung vorgesehen) - Schutzumfang: Alteintragung (Aktualisierung vorgesehen) - Denkmaltyp: Bauliche Anlage | Fotos hochladen |
| 9177 Wikidata | Buckhagen 1 (54° 41′ 27″ N, 9° 57′ 54″ O) | Gut Buckhagen: zwei Hundefiguren | Alteintragung (Aktualisierung vorgesehen) - Begründung: Alteintragung (Aktualisierung vorgesehen) - Schutzumfang: Alteintragung (Aktualisierung vorgesehen) - Denkmaltyp: Bauliche Anlage | BW              |

## Quelle
- Liste der Kulturdenkmale in Schleswig-Holstein – Kreis Schleswig-Flensburg

- Karte mit allen Koordinaten:
- OSM |
- WikiMap